# 河越城之戰
河越城之戰（日语：河越城の戦い）是發生在日本戰國時代關東地方，以控制位在武藏國（約當今東京都及埼玉縣）中部的河越城（位於今埼玉縣川越市，又作「川越城」）為目標，在後北条氏與扇谷、山內兩上杉家間爆發的一連串爭奪戰；其中以1545年10月（日本天文14年9月）到翌年（1546年）5月（天文15年4月）的最後一場戰役規模最大，也最具決定性。
是役，以室町幕府關東管領上杉憲政為首的關東反北條勢力聯軍，憑優勢兵力圍攻由後北條氏武將北條綱成駐守的河越城，卻在後北条氏當主氏康率領援軍，與該城守軍發動夜襲內外夾擊下，遭北條軍擊潰；後北條氏從此長期控制該城，直到1590年遭豐臣秀吉的小田原征伐軍滅亡為止。儘管雙方交戰時間超過六個月，由於北條軍關鍵的奇襲是在陽曆5月19日（和曆4月20日）的夜間發動，這場戰役常被稱為「河越夜戰」。

## 背景及前四次戰役
河越城原為1457年扇谷上杉家重臣太田道真、道灌父子所築的一座平山城，與同時期亦為太田氏所築的江戶城成為扇谷上杉家鞏固武藏國地盤的重要據點。
15世紀中葉，世襲關東管領一職的上杉氏因繼嗣問題而分裂為山內（宗家）、扇谷兩支，並於1487到1505年間，在關東地方引發了一連串的武力鬥爭（史稱「長享之亂」）；然後1512到1515年間，由山內上杉家內部紛爭引起的又一連串鬥爭（與同時期發生在東日本的其他戰亂合稱為「永正之亂」），更進一步削弱了關東管領家的實力。前述動亂造成了駿河（今靜岡縣中部）今川氏客將伊勢盛時（法號「早雲庵宗瑞」）佔據伊豆（今靜岡縣東部的半島部分）、相模（今神奈川縣）兩國大半領地，成為一大新興勢力的結果。
早雲庵宗瑞死後，其繼承人氏綱改氏北條（史稱「後北條氏」），以位在相模國西部的小田原城為基地，繼續往武藏、甲斐（今山梨縣）等鄰國擴張勢力。1524到1544年年間，後北條氏在氏綱及其繼承人氏康的領導下，接連發起四次戰役，終於奪取河越城，由氏綱的女婿北條綱成率軍駐守。

## 第五次河越城之戰
伊豆、相模兩國的守護職名義，原歸山內上杉家所有；長享之亂終結後，山內上杉家對由奪取該兩國而崛起，且不停擴張勢力的後北條氏深感威脅；而江戸、河越兩城接連遭後北条氏奪取，且在對抗北條軍的過程中喪失當主朝興的扇谷上杉家，更是面臨存亡的關頭。山內上杉家當主憲政與繼承扇谷上杉家的朝定乃於1545年聯手，並促使原與後北條氏親善的古河公方足利晴氏一同出兵，同時號召關東各地大小勢力組成總兵力空前龐大的反北條聯軍，欲利用北條氏康與強鄰今川義元為駿河國東部領地歸屬問題而兵戎相見（史稱「河東之亂」）的機會，奪回河越城，甚至一舉消滅後北條氏。
1545年10月31日（天文14年9月26日），聯軍約八萬向河越城合攏；而北條綱成麾下的河越城守軍兵力只有三千。北條氏康為全力應付武藏方面的戰局，通過今川義元盟友甲斐守護武田晴信的斡旋，以放棄駿河川東領地為條件，與今川義元達成停戰協議。西線駿河方面停戰後，氏康即親率援軍八千往援河越城，在附近的砂久保佈陣；此後，雙方即在被包圍的河越城周邊交戰，戰況膠著數月。
戰況膠著期間，北條軍定出了內外夾擊的奇襲之策。翌年（1545年）5月，綱成之弟綱房潛入被包圍的河越城，傳達了發動奇襲的戰略；同時，氏康分別遣使向上杉憲政、上杉朝定、足利晴氏這三名敵方大將傳達投降的條件，以使其低估北條方的戰意。聯軍方面雖拒絕接受北條方開出的投降條件，但已放鬆戒心；由於長期圍城不下、士氣低落，為提振士氣，便召妓女、商人等到陣中宴樂，導致軍心渙散，終給北條軍以可乘之機。
和曆4月20日晚子時（夜晚11時），北條氏康將所率援軍分為四股，其中一股由多目元忠統率做為預備隊，自率其餘三隊，向河越城外的上杉軍陣營發動突襲；為求奇襲奏效，氏康特命將士脫卸鎧甲，並禁止割敵首級請賞。上杉軍在北條軍安靜迅速的突襲下陷入混亂，全體潰散，上杉朝定在亂軍中戰死，上杉憲政也告失蹤；同時，城中守軍突圍，向足利軍陣營衝殺，也獲大勝。由於北條軍以寡擊眾、大獲全勝，此役後來便與1555年的嚴島之戰及1560年的桶狹間之戰被並稱為日本戰國三大奇襲戰。

## 影響
上杉憲政在此役中一度失蹤，後來被迫放棄位於上野國（今群馬縣）南部的居城平井城，流亡常陸（今茨城縣大部）、越後（今新潟縣）等國尋求奧援，其嫡男「龍若丸」遭部將綁送北条氏康，遭到殺害；而上杉朝定戰死時無後，扇谷上杉家從此絕嗣。後北條氏則聲勢大振，一度攻佔下總國古河城（位於今茨城縣古河市），俘虜古河公方足利晴氏，迫其隱居，並赦免其嫡男藤氏，由與後北条氏有血緣關係的另一子義氏繼任古河公方，藉此取得統攝關東地方的名義。
山內、扇谷兩上杉家的敗亡，在上野、武藏、總州（下總國和上總國的合稱）等地造成權力真空，在往後的二十年間逐漸形成後北條氏聯合甲斐武田氏，對抗來自越後、繼承了關東管領名義的上杉謙信的局面；關東地方各大小勢力，有的逐漸為後北條氏吸收，如武藏的太田氏、上總的千葉氏等，有的則與上杉謙信遙相呼應，繼續對抗後北條氏，例如西上野的長野氏、房總半島的里見氏等。後北條氏雖於此役聲勢大振，並從此掌握河越城及周邊領地長達44年，但在前述反北條勢力的抗衡下，始終未能征服關東全域。

## 註腳
1. ↑  「公方」原是日本武家對征夷大將軍的敬稱；「古河公方」源自「鎌倉公方」，原為室町幕府將軍派駐東日本的代理人，後來變成一不受幕府管制的軍事、政治勢力。